# Fyrtornet Dalénum

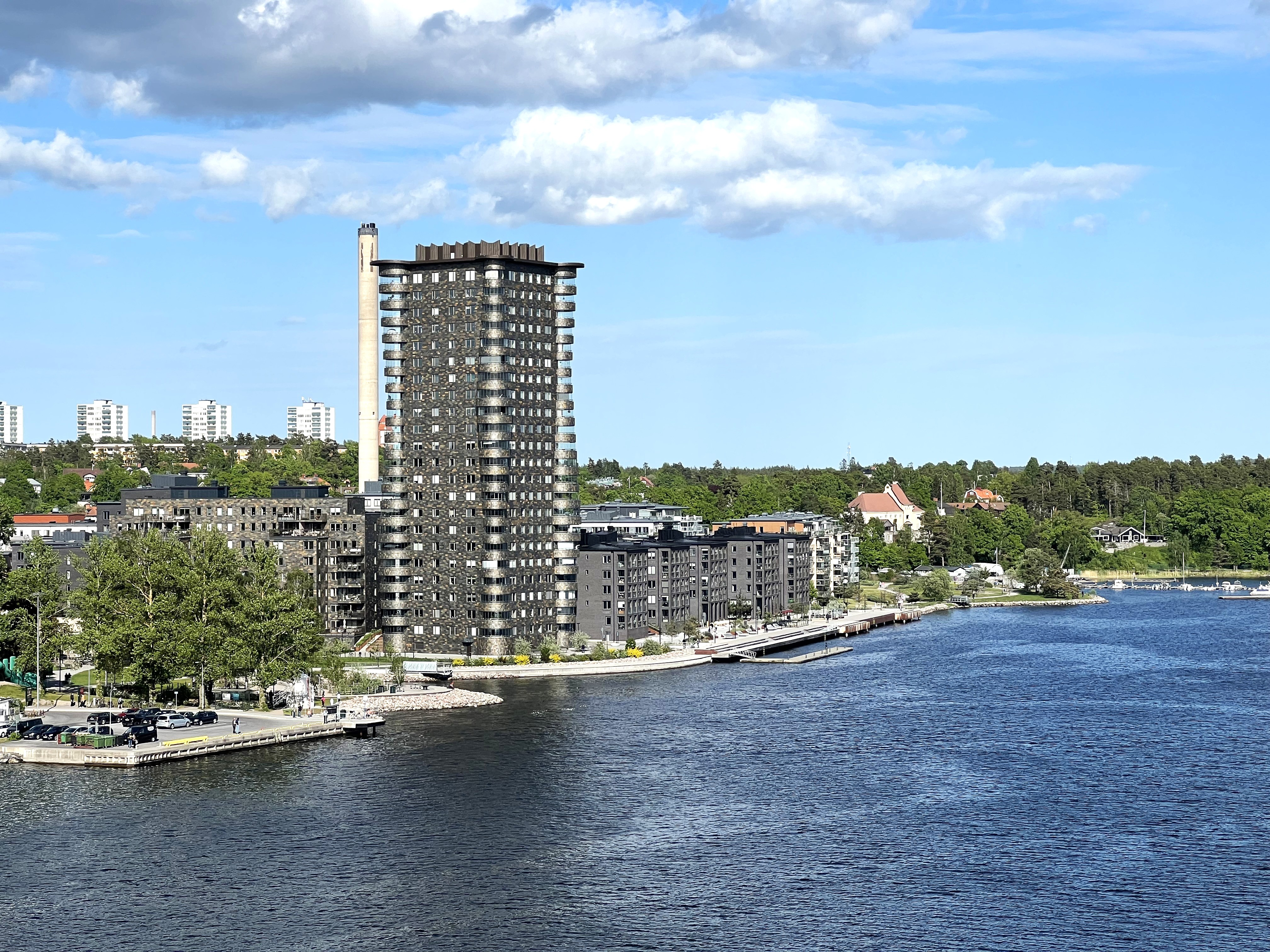
Fyrtornet Dalénum är Lidingös nya landmärke, 2023.

Fyrtornet Dalénum (fastigheten Stenstorp 1) kallas ett flerbostadshus vid Prismastigen 2-6 i området Dalénum i Lidingö kommun. Byggnaden uppfördes 2018–2020 efter ritningar av Wingårdh arkitektkontor och är med 68 meter över havet Lidingös högsta byggnad.

## Planering och tävling
I ramen för nydaningen av Dalénum-området från industri till bostäder och kontorsverksamheter föreslogs i en ny detaljplan från mars 2010 även ett högt bostadshus som skulle var ett slags landmärke och kännetecken för Lidingös nyaste stadskvarter. Byggnadens placering föreslogs vara närmast Lilla Värtan. Byggherre och byggentreprenör var JM som utlyste en inbjuden arkitekttävling där fyra arkitektkontor deltog. I tävlingen ingick även att rita en lägre byggnad som i sin tur kunde knyta an till den historiska industribebyggelsen inom Dalénum. Tävlingen vanns av Wingårdh arkitektkontor. Juryns motivation löd bland annat:
| ” | Den arkitektoniska enkelheten och vertikaliteten ger det höga huset resning. Balkonglösningen ger byggnaden en spännande skulptural kvalitet, med en viss fyrkaraktär och stora boendekvaliteter genom utsikt åt tre väderstreck. Materialvalet ger en anknytning till platsen. Den lägre byggnadens form ansluter till Agaparken på ett såväl organiskt som för de boende funktionellt sätt... | „ |

## Byggnadsbeskrivning
Komplexet består av ett höghus med 22 våningar och en lågdel med åtta våningar som innehåller totalt 129 bostadsrätter med storlekar mellan två och fem rum och kök. Mest i ögonfallande är höghusets rundade, inglasade balkonger som placerades på byggnadens fyra hörn och genom olika bredd och djup liksom böljar in och ut. Fasaderna kläddes med skifferplattor i format 400x250mm med olika bruntoner kallad Otta rost som bryts i Otta, Norge. För balkongerna användes ett mindre format för att klara rundningen. Otta rost får sin speciella nyans och glans av små mängder magnetit och svavel som är inkapslade i glimmer och har utsatts för erosion under miljontals år. Enligt arkitekt Gert Wingårdh skall fasaden återspegla höstlövens alla färger och den ”gröna ön Lidingö på hösten”.

### Bilder

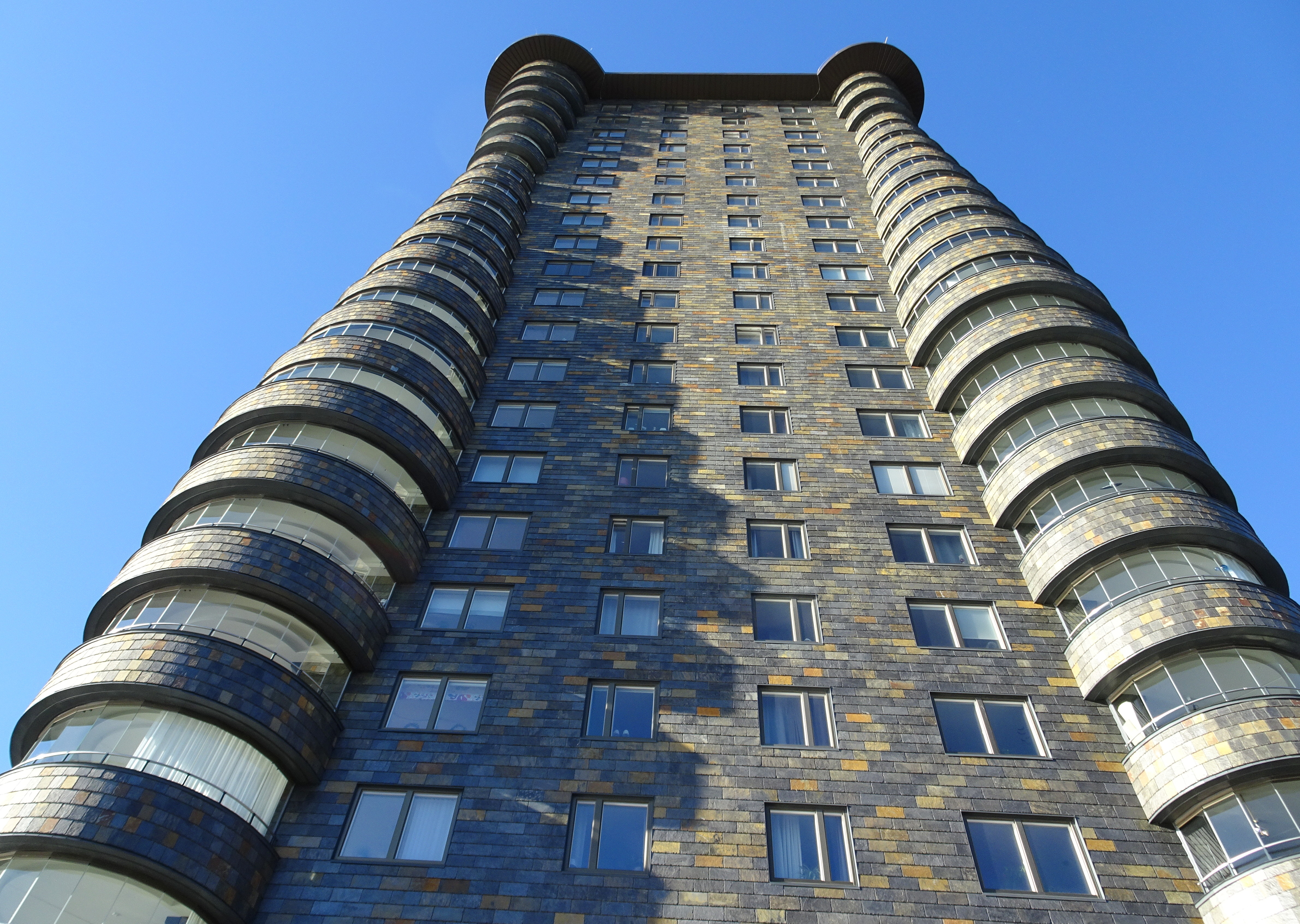
Höghuset.
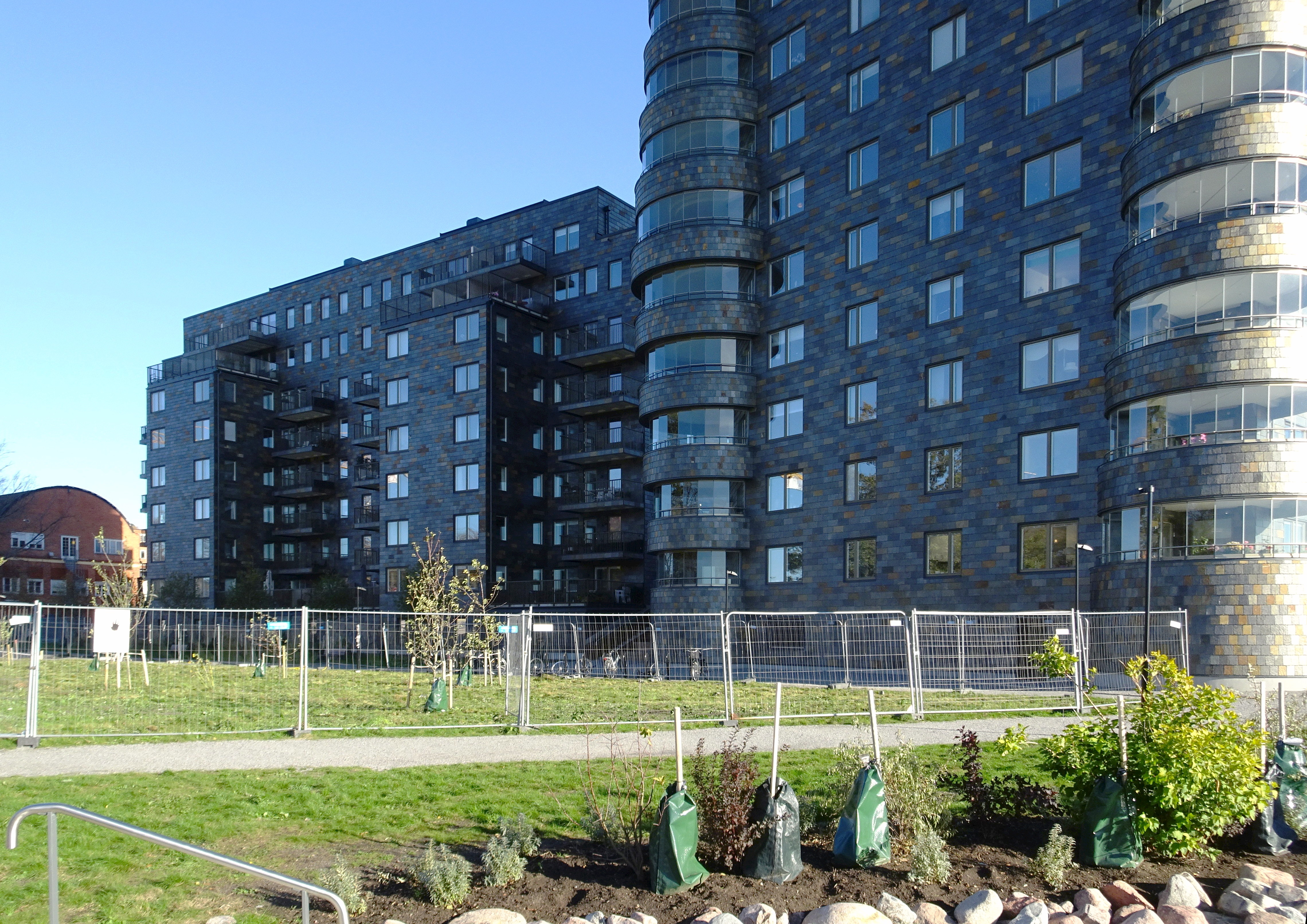
Låghuset mot väster.
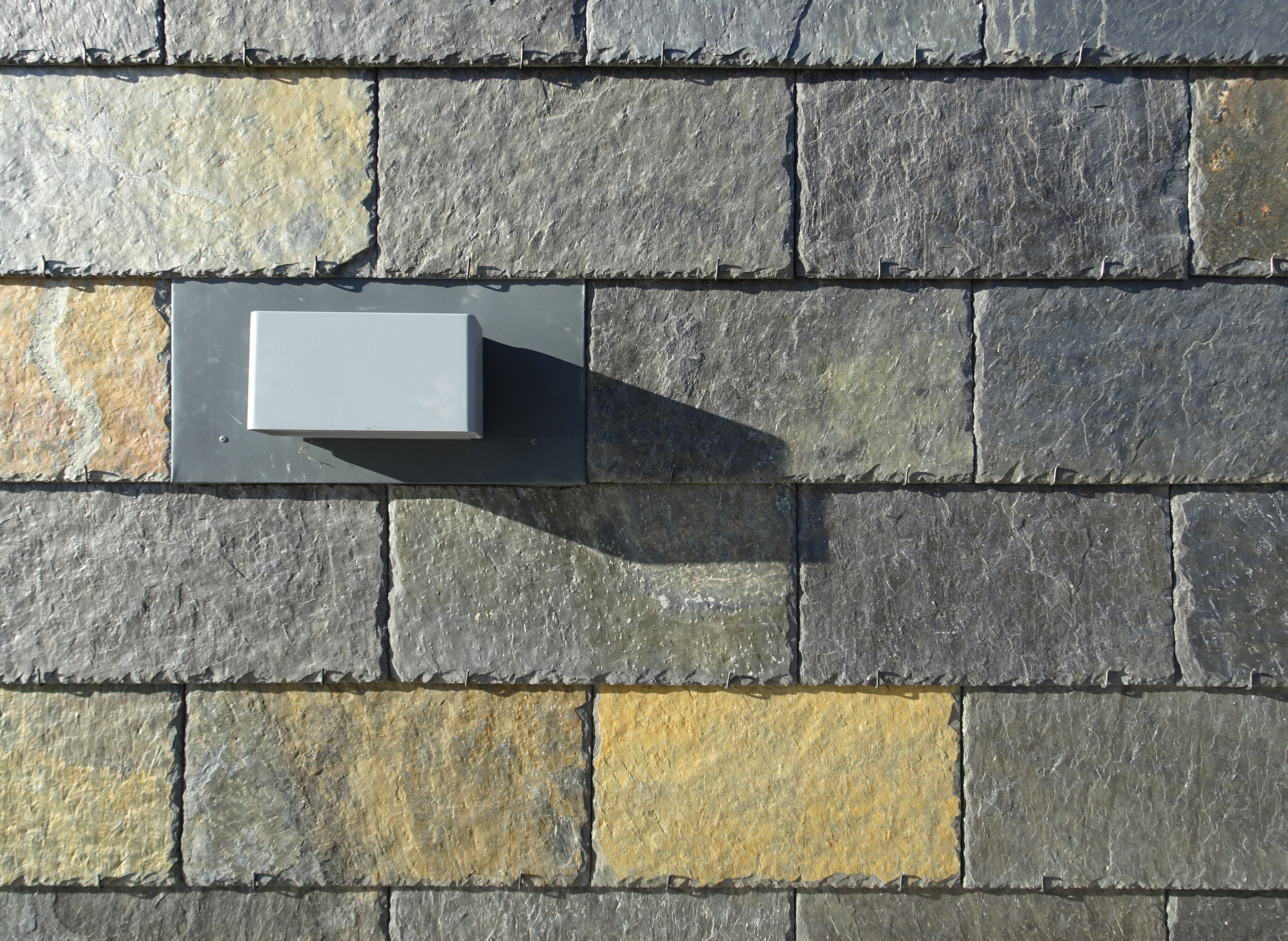
Fasaddetalj.
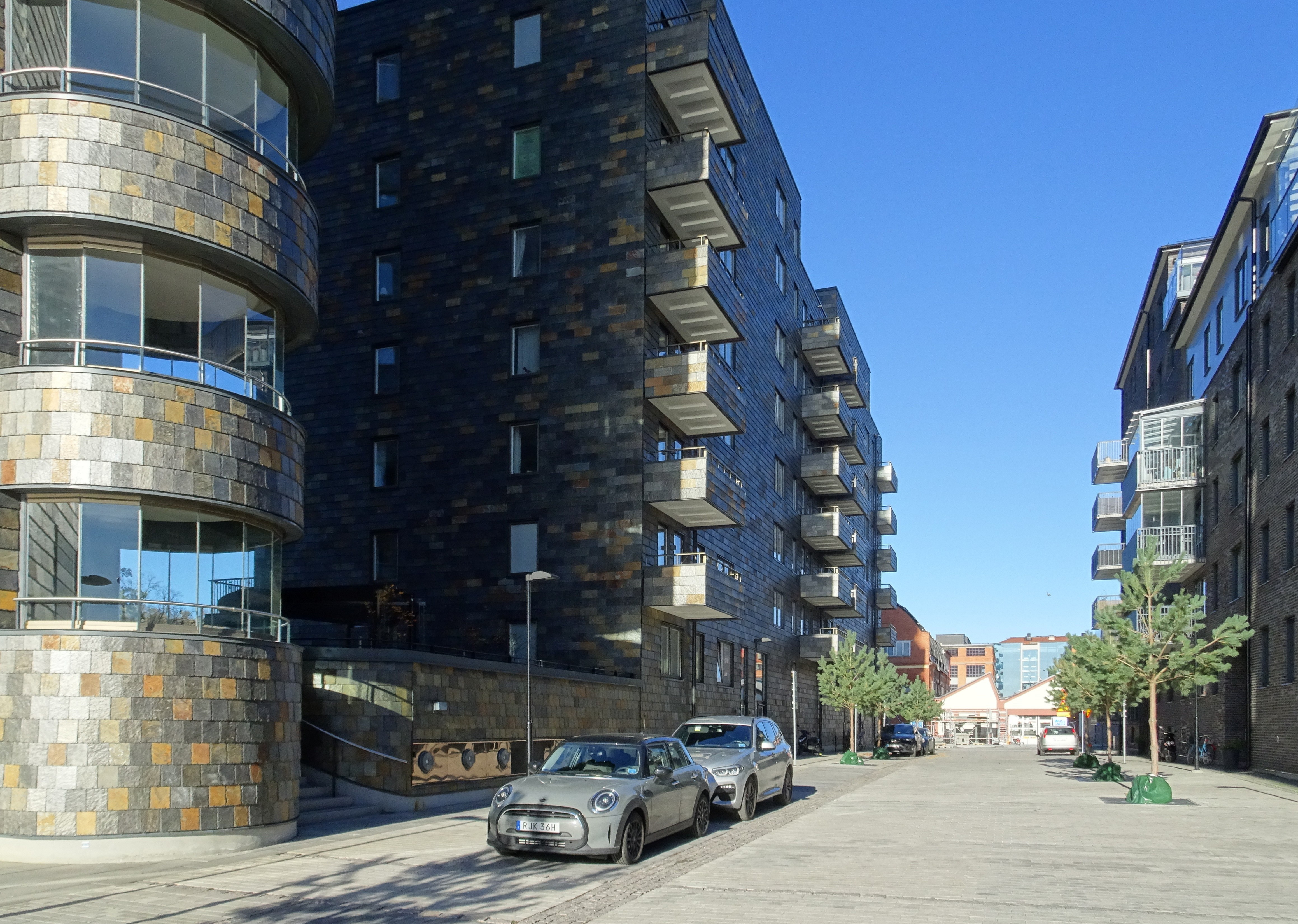
Låghuset mot Prismastigen.
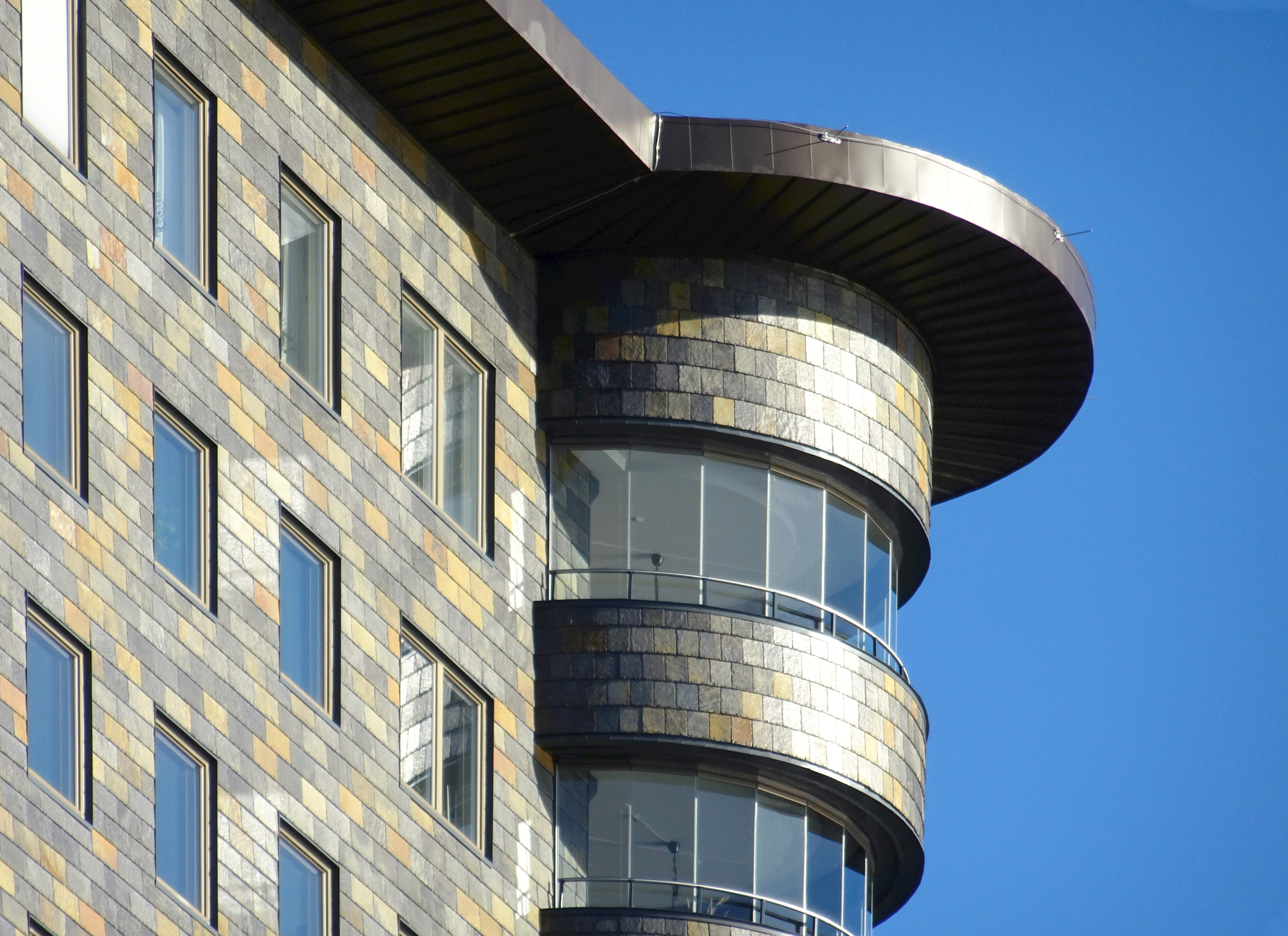
Höghusets översta balkong.